# Canal de Bruxelles
Cet article court présente un sujet plus développé dans : canal maritime de Bruxelles à l'Escaut et canal Charleroi-Bruxelles.
Le canal de Bruxelles est un terme utilisé pour désigner l'union de deux canaux, particulièrement sur leur parcours dans la région de Bruxelles-Capitale : 
- le canal de Willebroeck[1] ou canal maritime de Bruxelles à l'Escaut
- le canal de Charleroi[1] ou canal Charleroi-Bruxelles.

Les deux canaux débouchent l'un dans l'autre à hauteur de la place Sainctelette.

## Histoire
Au départ c'est la Senne qui sert de voie navigable à Bruxelles.
Entre 1551 et 1561, est construit un premier canal reliant Bruxelles à Anvers de manière plus aisée : le canal de Willebroeck.
C'est en 1832 que ce premier canal est complété par un second permettant de relier Bruxelles à Charleroi : le canal de Charleroi.
Les deux canaux sont reliés l'un à l'autre à hauteur de la place de l'Yser. Après un réaménagement du canal de Willebroeck, au début du XXe siècle l'union des deux canaux se fait à hauteur du pont et de la place Sainctelette,.
Depuis 2015 le gouvernement de la région de Bruxelles-Capitale a redynamisé la zone du canal.